# Planina (Kostel, Slovenija)
Planina je naselje u slovenskoj Općini Kostelu. Planina se nalazi u pokrajini Dolenjskoj i statističkoj regiji Jugoistočnoj Sloveniji. 

## Stanovništvo
Prema popisu stanovništva iz 2002. godine naselje je imalo 13 stanovnika.